# Biswan
Biswan è una suddivisione dell'India, classificata come municipal board, di 47.746 abitanti, situata nel distretto di Sitapur, nello stato federato dell'Uttar Pradesh. In base al numero di abitanti la città rientra nella classe III (da 20.000 a 49.999 persone).

## Geografia fisica
La città è situata a 27° 30' 01 N e 80° 59' 31 E.

## Società

### Evoluzione demografica
Al censimento del 2001 la popolazione di Biswan assommava a 47.746 persone, delle quali 24.858 maschi e 22.888 femmine. I bambini di età inferiore o uguale ai sei anni assommavano a 7.816, dei quali 3.998 maschi e 3.818 femmine. Infine, coloro che erano in grado di saper almeno leggere e scrivere erano 28.345, dei quali 16.110 maschi e 12.235 femmine.